# Alphonse Loubat
Alphonse Loubat (15 juin 1799 à Sainte-Livrade - 10 septembre 1866 à Ville-d'Avray) est l'inventeur du rail à ornière (ou rail en « U ») utilisé par le tramway et le pionnier de l'installation du tramway hippomobile en France. Il est inhumé au cimetière de Passy, à Paris.

## L'homme public
Loubat se présente aux premières élections au suffrage direct en 1848 en Lot-et-Garonne sous l'étiquette de républicain démocrate et édite un opuscule dénommé De la constitution à donner à la France républicaine où il explique les « rouages du gouvernement des États-Unis qui, depuis 72 ans, fait le bonheur de cette République ».
Il fut maire de Sèvres du  6 décembre 1854 à décembre 1858.

## L'expérience américaine
Il est né le 15 juin 1799 à Sainte-Livrade (Lot-et-Garonne). Adulte, il part aux États-Unis où il fait fortune en important aux États-Unis des pieds de vigne du Bordelais, en favorisant la viticulture et en rédigeant en 1827 à New York un Guide du vigneron américain.
À New York il s'intéresse aux débuts du tramway hippomobile dont la première ligne entre en service en 1830 à Baltimore et en 1832 à Broadway (ville de New York), mais cette technique alors expérimentale a un gros inconvénient : les rails étant implantés en saillie sur la chaussée gênent la circulation des autres véhicules, et provoquent donc des accidents.
Loubat a l'idée d'utiliser un rail à gorge enfoui dans la chaussée et ne dépassant pas de celle-ci. Cette solution est mise en œuvre en 1853 sur le tramway de Broadway, dont l'exploitation fut un succès et permis à cette solution de se diffuser aux États-Unis.

## LeChemin de fer américainen France
Rentré en France, il dépose en 1852 un brevet sur un rail en U permettant d'escamoter complètement le rail dans la chaussée. En 1853 il est autorisé à construire une première ligne d'essai de 2 km à Paris sur le cours la Reine, qui est mise en service le 21 novembre 1853,.
Le tramway de l'époque est un véhicule roulant sur des rails mais tiré par des chevaux. Il emporte 48 voyageurs : 18 à l'intérieur, 24 sur l'impériale et 6 debout sur la plate-forme réservée aux fumeurs.
Devant le succès rencontré, une concession trentenaire est signée en 1854 (approuvée par décret du 18 février 1854) pour la construction d'une ligne entre Vincennes et Sèvres (Pont de Sèvres) en passant par la Concorde. Cette concession, accordée à titre précaire et révocable, prévoit que l'entretien des voies est obligatoire pour le concessionnaire, mais ne contient aucune prescription pour la chaussée. Une redevance est prévue au profit de la ville de Paris
« Malgré toutes ses instances, Loubat ne put être autorisé à construire effectivement et à exploiter la partie de sa concession comprise entre la place de la Concorde et Vincennes. Le gouvernement craignait que les tramways ne fussent une cause d’accidents aux passages des ponts et surtout dans la rue Saint-Antoine. L’expérience a démontré depuis combien ces craintes étaient chimériques. »
Toutefois, en 1855, Haussman oblige les lignes gérant les omnibus parisiens ainsi que le nouveau tramway à se regrouper. Alphonse Loubat doit céder son entreprise; il reçoit en échange des actions de la nouvelle compagnie, la CGO (Compagnie générale des omnibus).

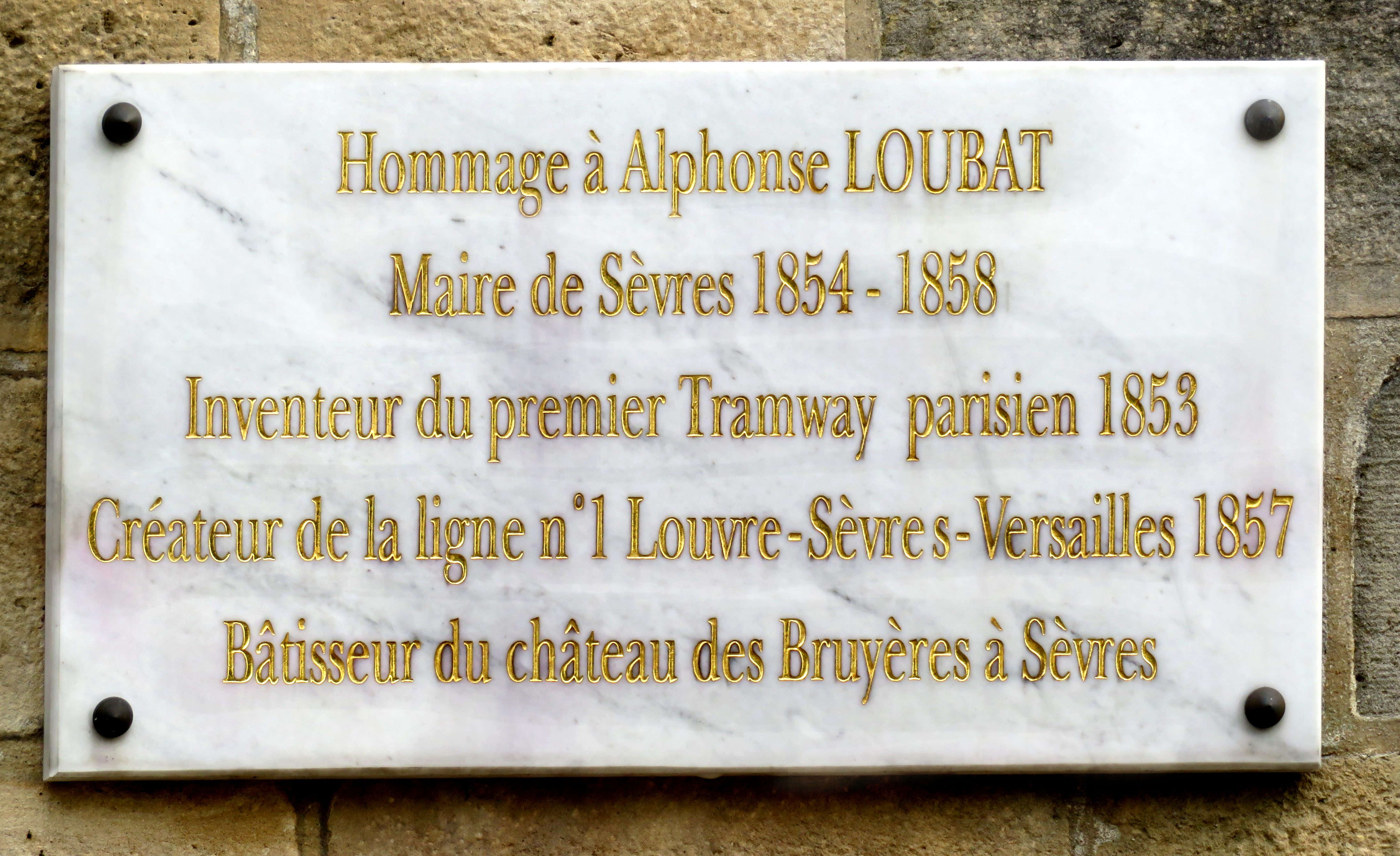
Plaque commémorative en hommage à Alphonse Loubat, à la station Musée de Sèvres sur la ligne 2 du tramway d'Île de France
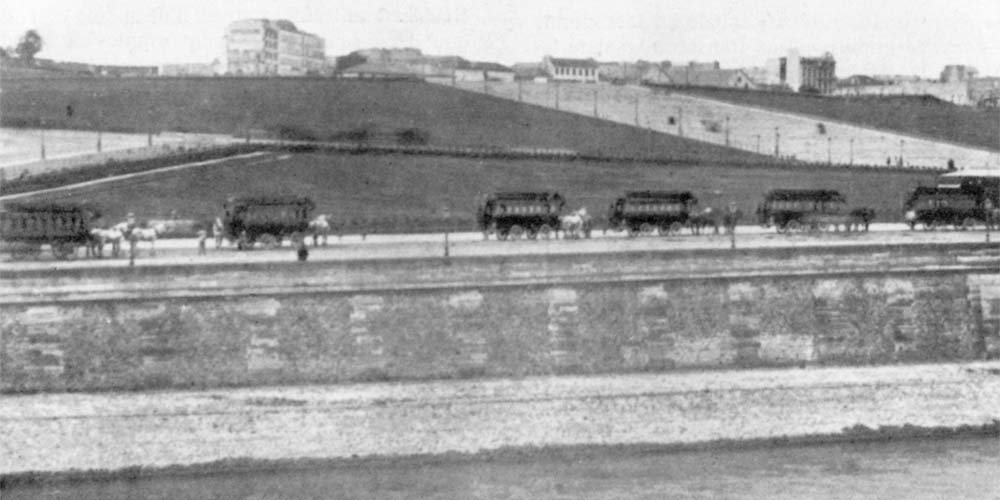
Chemin de fer américain quai Debilly à Paris
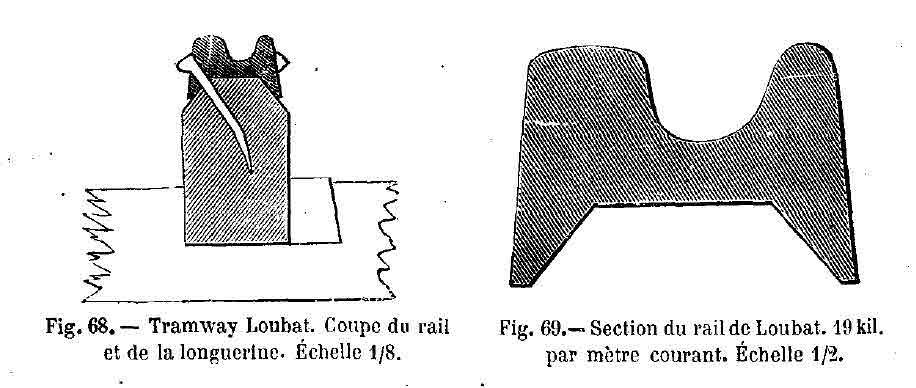
Le rail en « U » de Loubat

## Les autres entreprises de Loubat
- Loubat, Alphonse. The American Vine Dresser's Guide. New York: D. Appleton & Co, 1827, reprinted in 1872.

## Autour d'Alphonse Loubat
Serge Abiteboul et Yann Fradin ont publié en décembre 2010, un roman policier, L’Américain de Sèvres autour du personnage d'Alphonse Loubat.